# Тиндалл (авіабаза)
Авіаба́за Тиндалл (англ. Tyndall Air Force Base, (IATA: PAM, ICAO: KPAM, FAA ідент. місц.: PAM) — чинна військово-повітряна база Повітряних сил США розташована поблизу Панама-Сіті штату Флорида. Авіабаза, що носить ім'я американського військового пілота, першого лейтенанта Френка Бенджамина Тиндалла. На базі дислокується командування 1-ї повітряної армії та 325-те винищувальне крило Бойового командування ПС США.

## Галерея

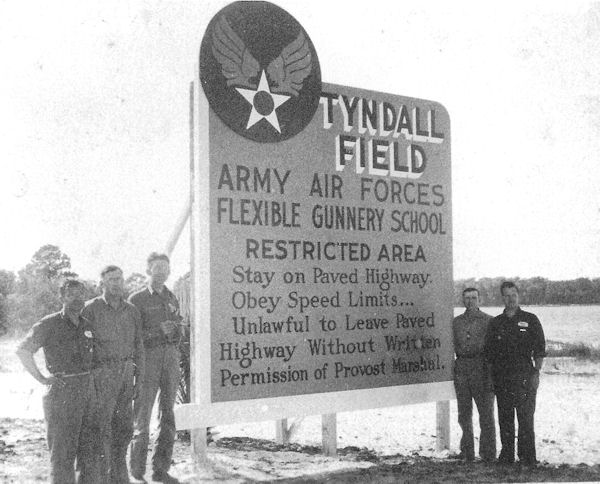
Стела на в'їзді на територію авіабази Тиндалл. 1940-ві роки
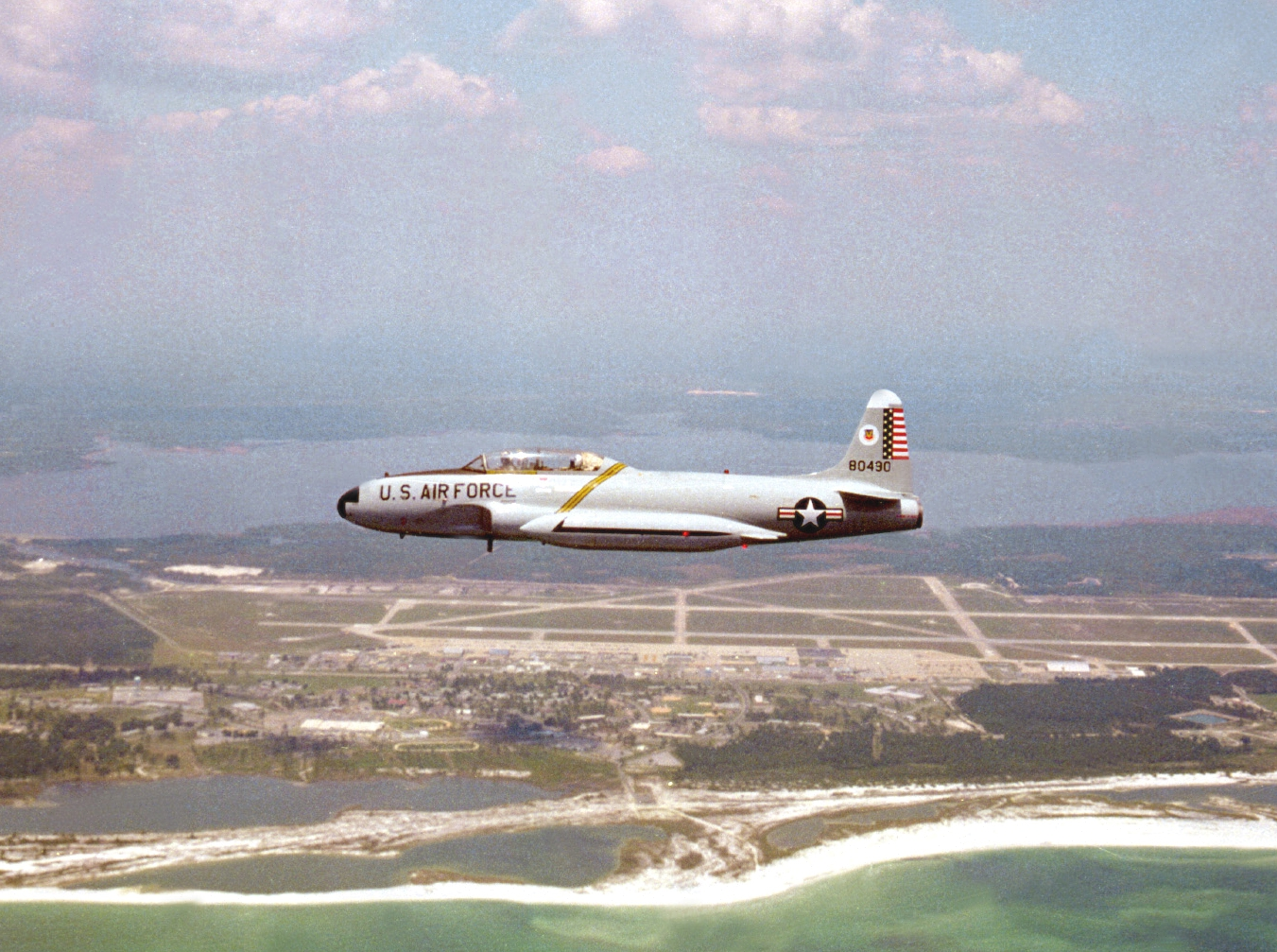
Навчально-тренувальний літак T-33A «Шутінг Стар» у польоті. 1980-ті
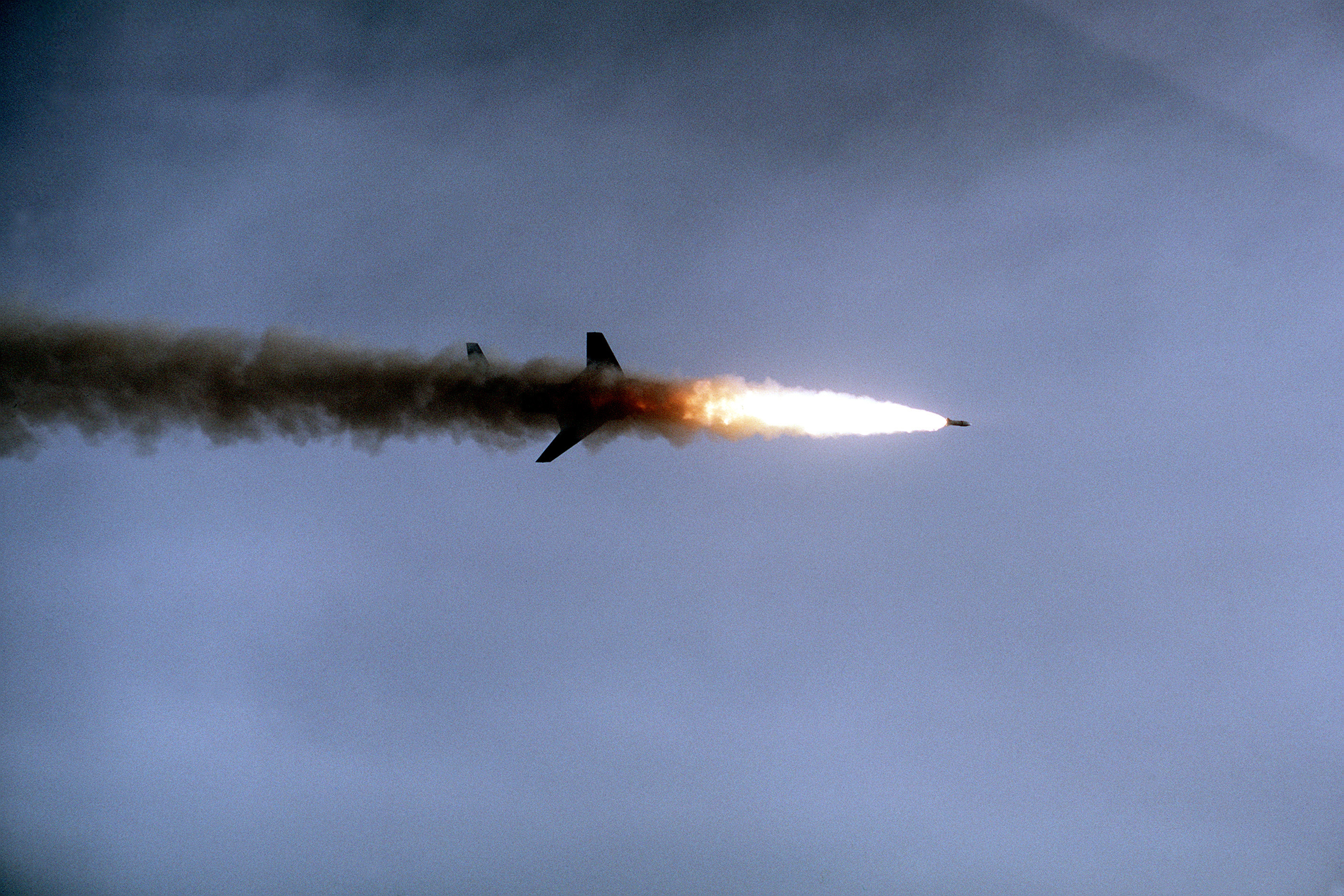
Пуск ракети класу повітря-повітря AIR-2 «Джені» канадським винищувачем CF-101 Voodoo. 9 жовтня 1982
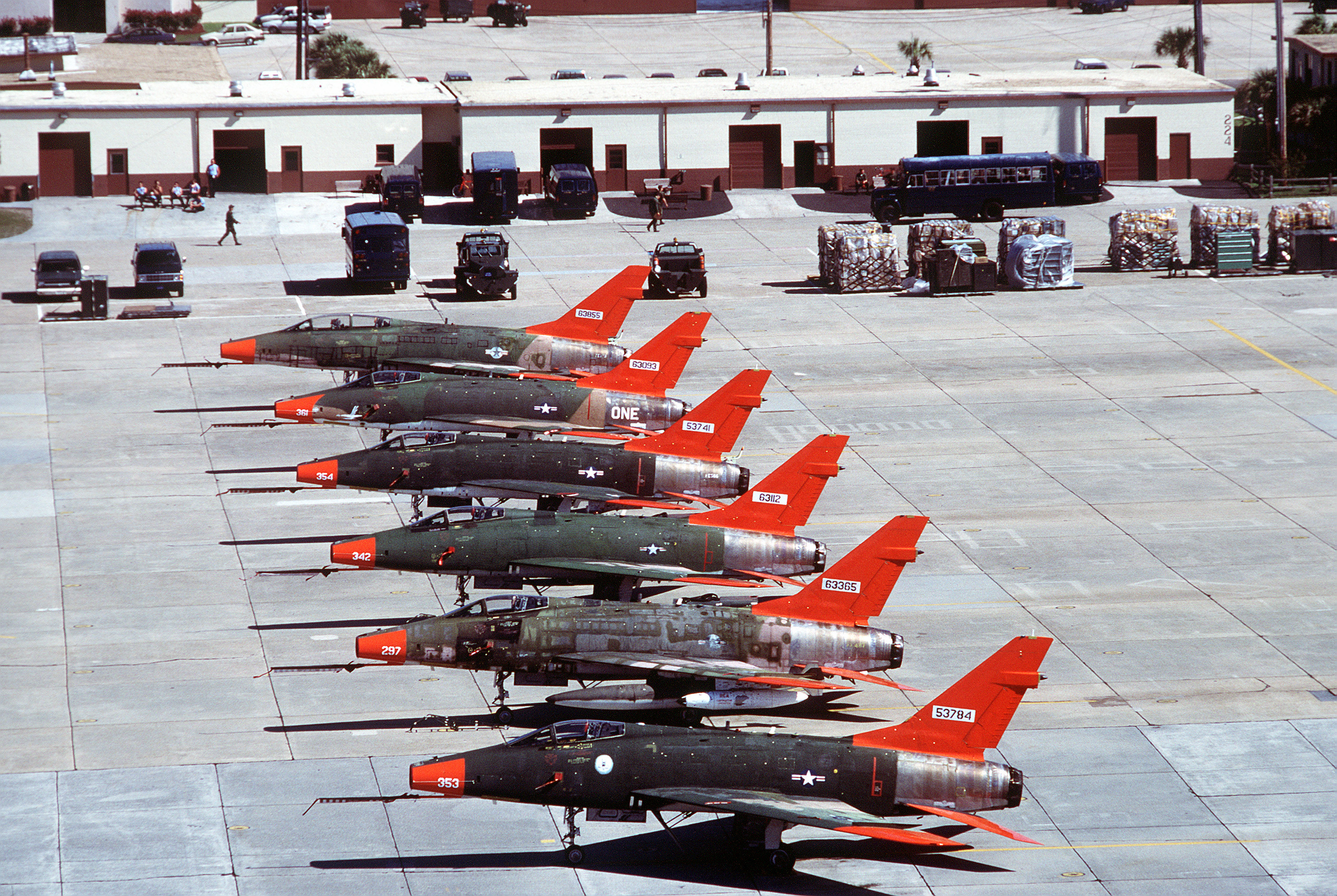
Безпілотники-цілі QF-100 «Супер Сейбр». 25 квітня 1990
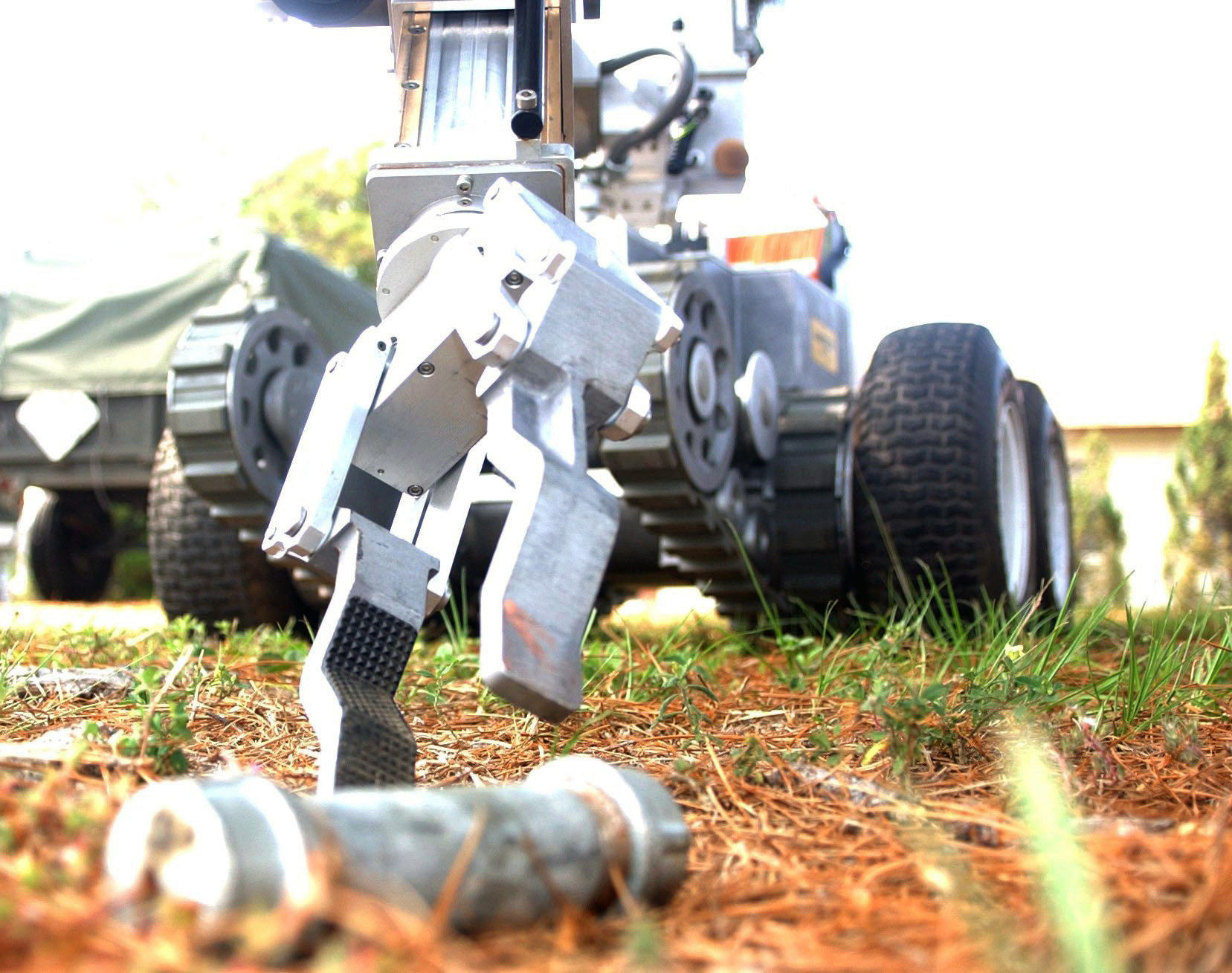
Тренування механізованого робота розмінування з нейтралізації саморобного вибухового пристрою. 20 вересня 2004
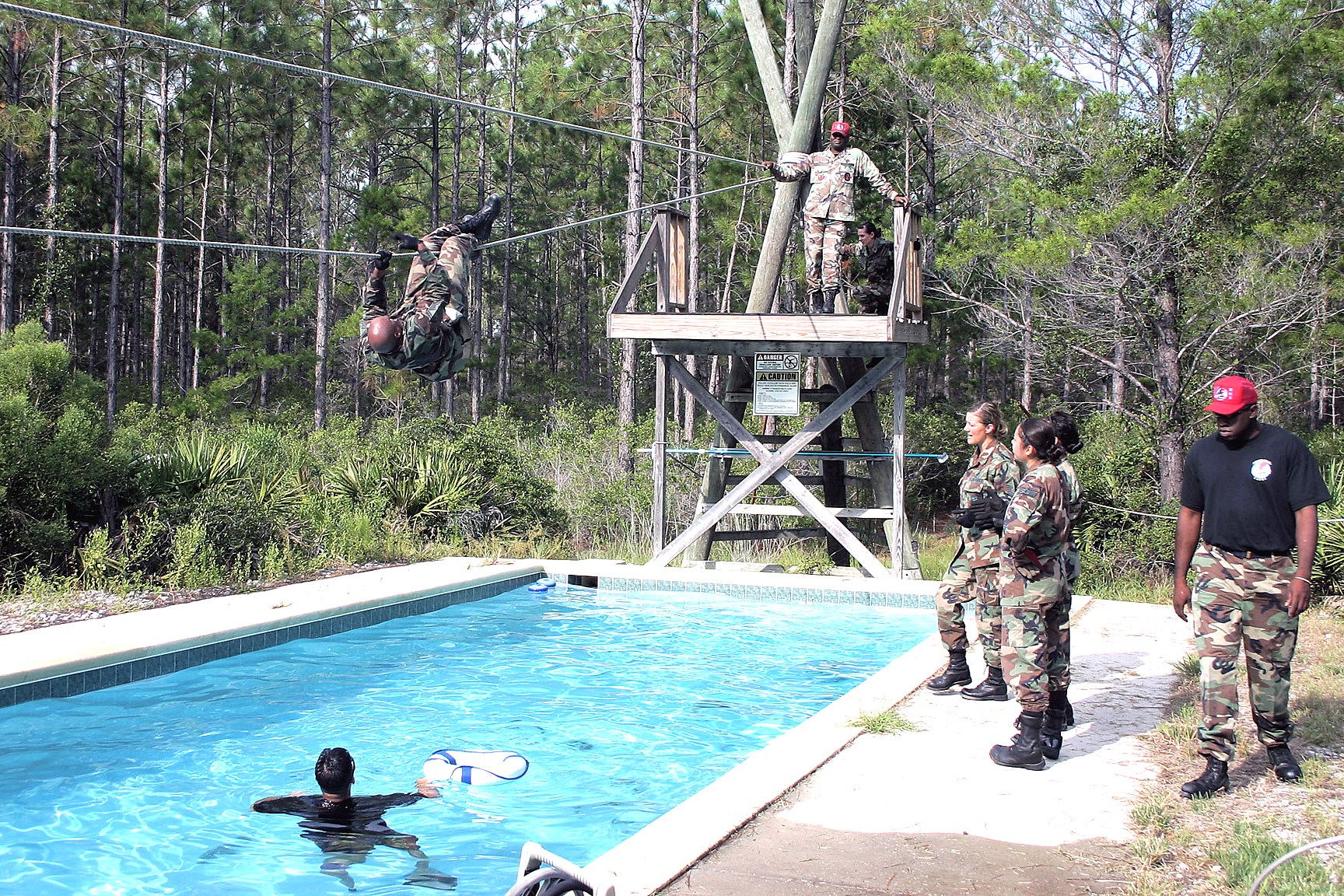
Тренування в подоланні смуги перешкод на авіабазі. 2 листопада 2008
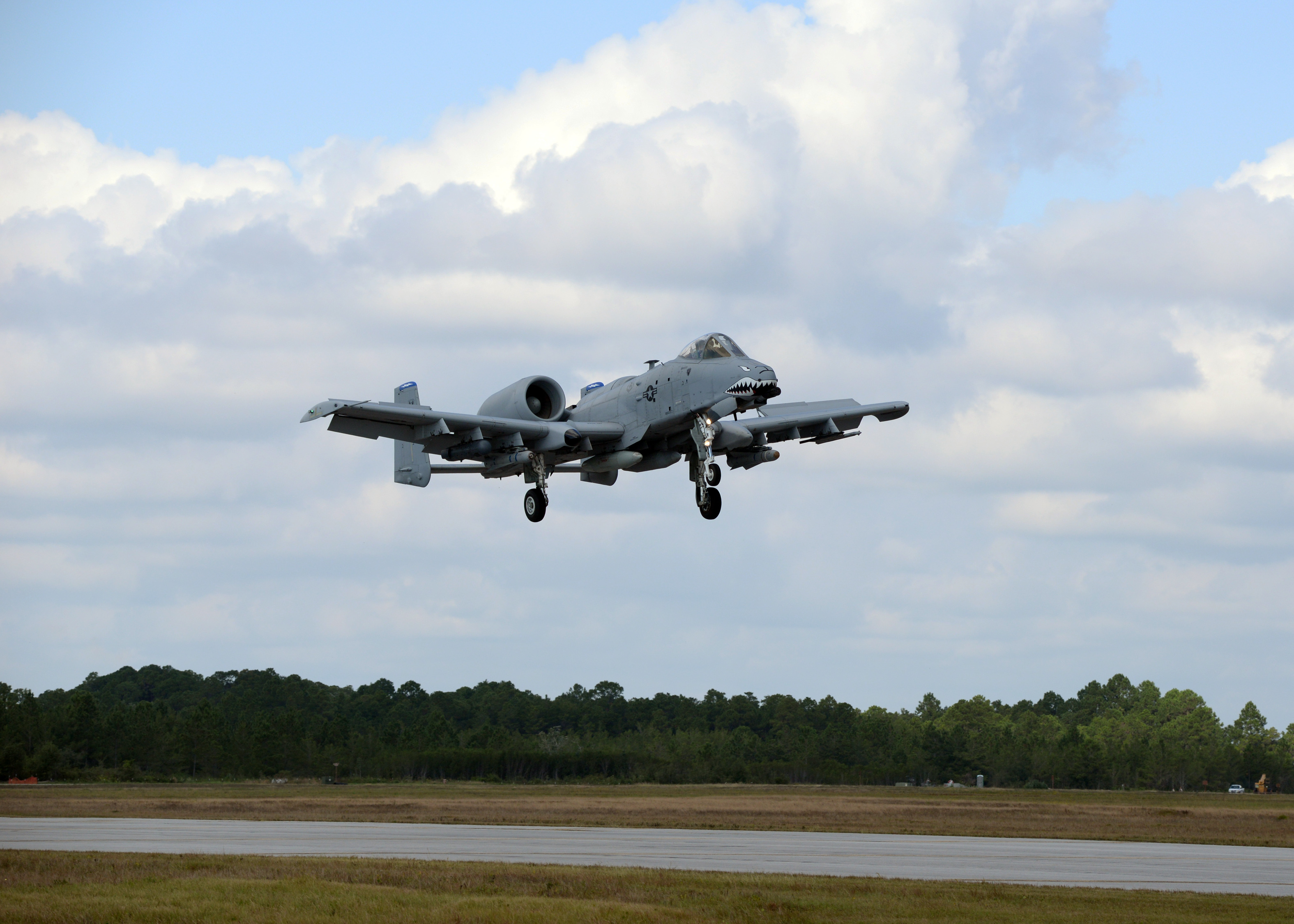
Приземлення штурмовика A-10 «Тандерболт» II на базу Тиндалл. 4 листопада 2015
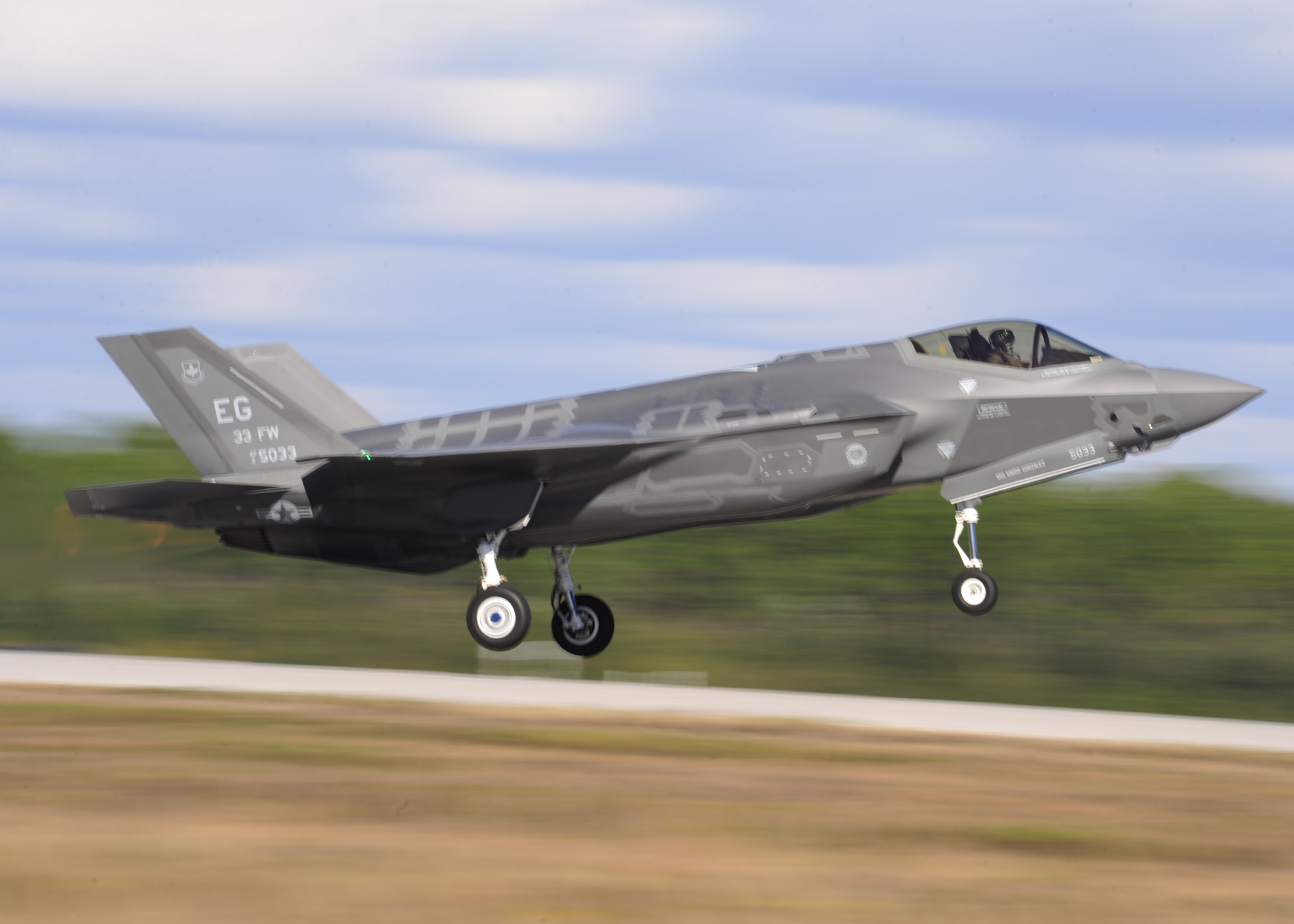
Зліт багатоцільового винищувача F-22 «Раптор» з авіабази Тиндалл. 11 грудня 2005
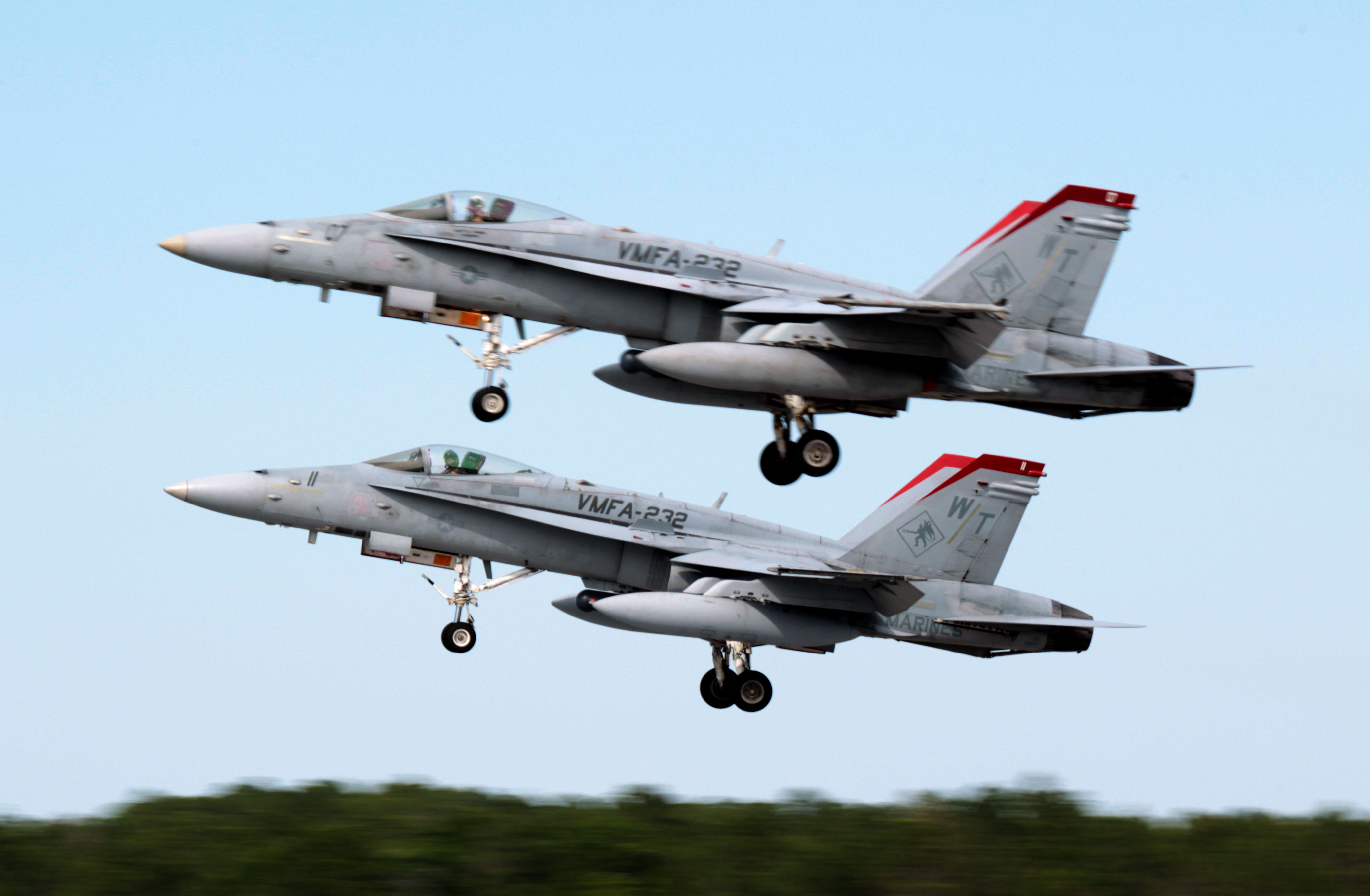
Демонстраційний політ винищувачів F/A-18 «Хорнет». 14 травня 2013
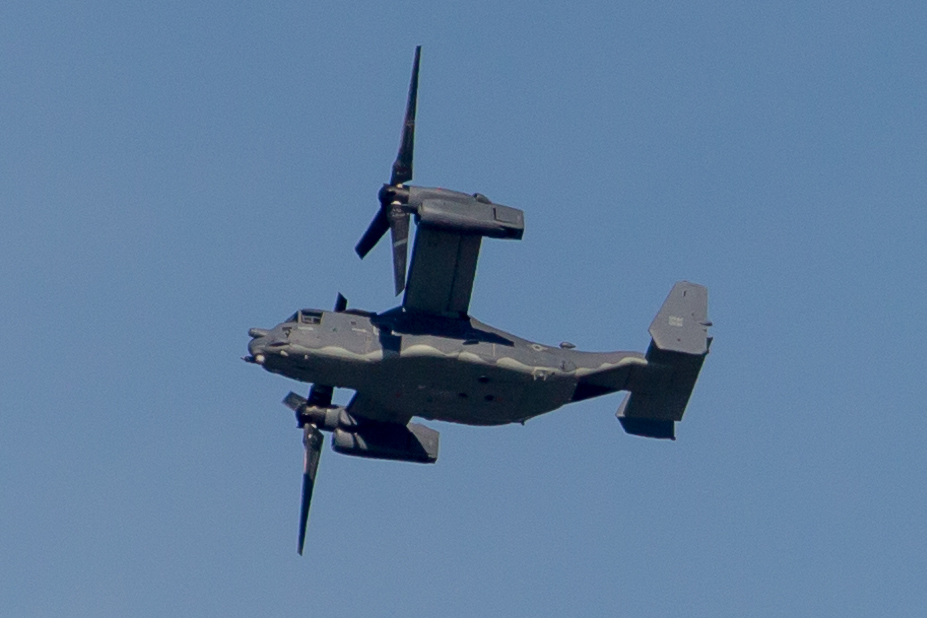
Політ конвертоплана MV-22 «Оспрей» над авіабазою Тиндалл. 14 липня 2014
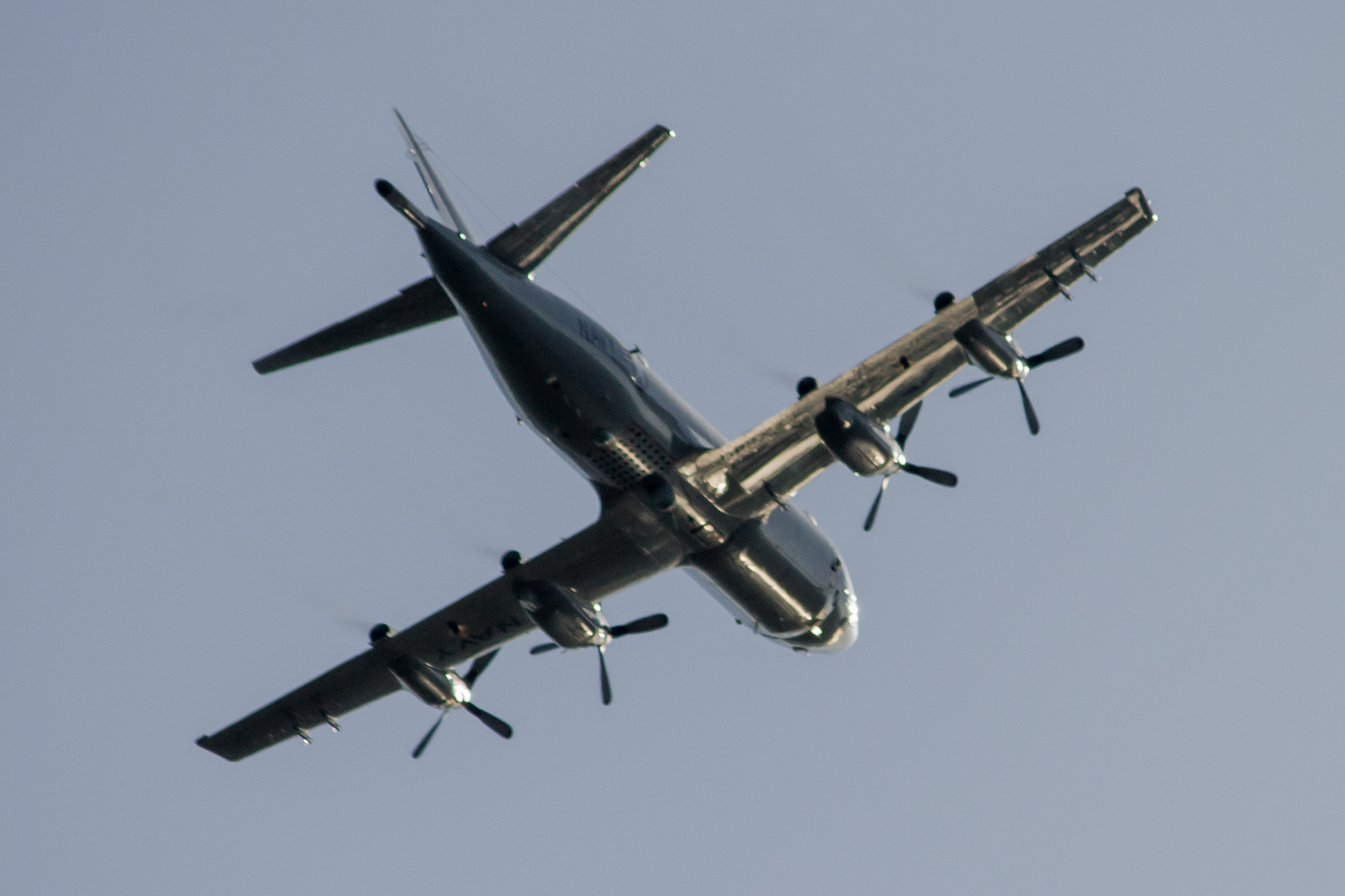
Тренувальний політ морського базового літака патрульної авіації P-3C «Орайон». 15 травня 2014
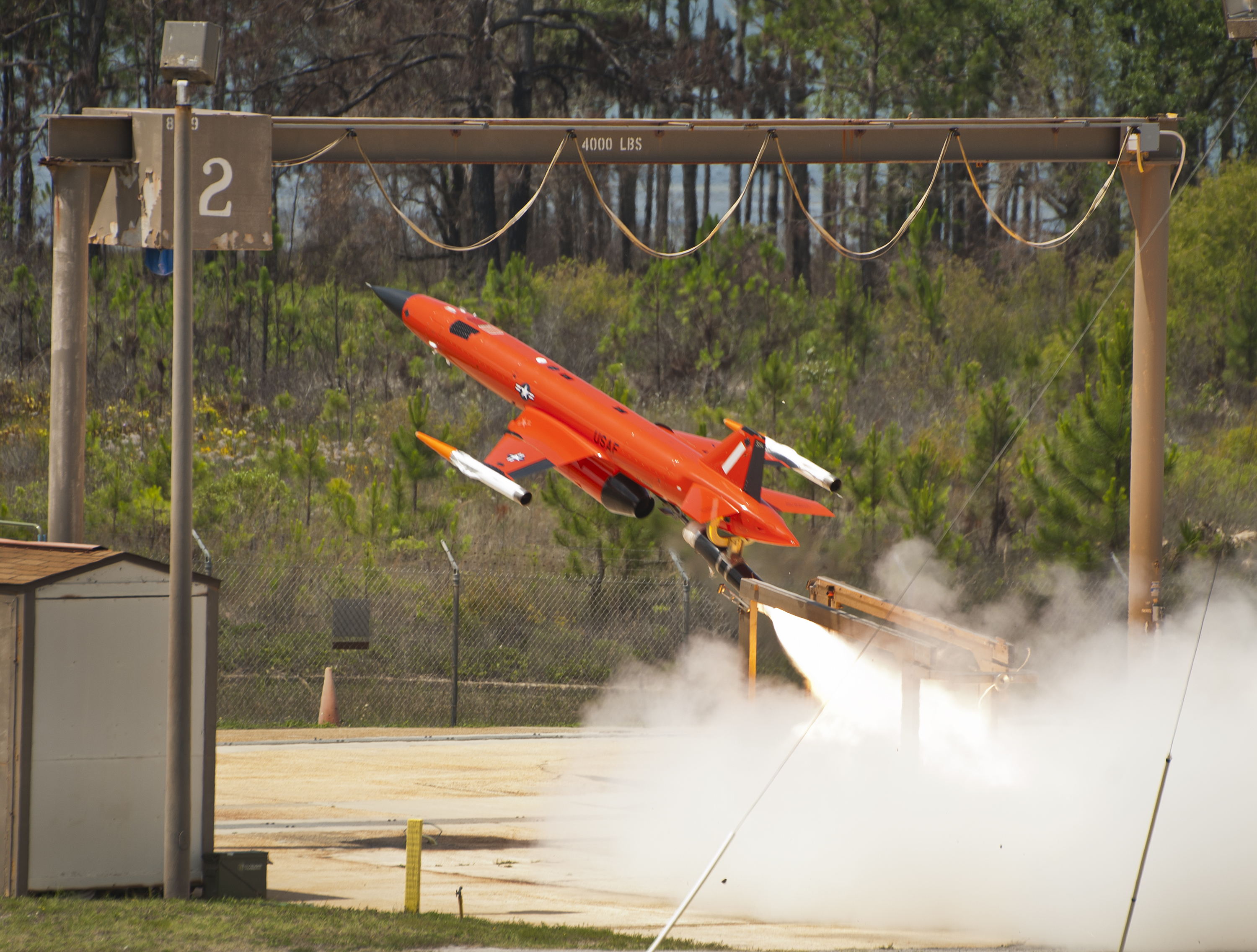
Запуск дрона BQM-167 «Скітер»» на авіабазі Тиндалл. 12 травня 2015
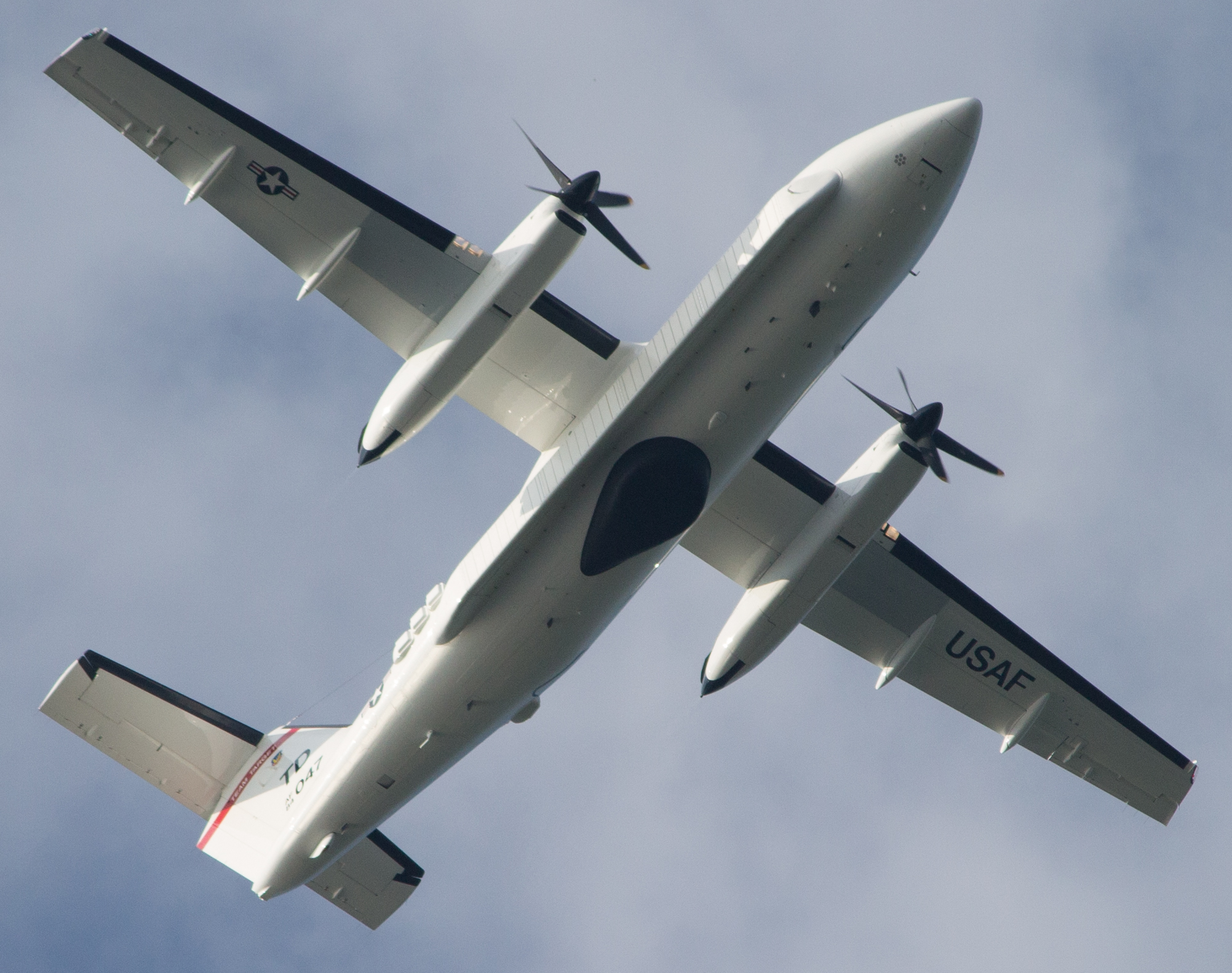
E-9 «Віджет» над базою. 18 липня 2014
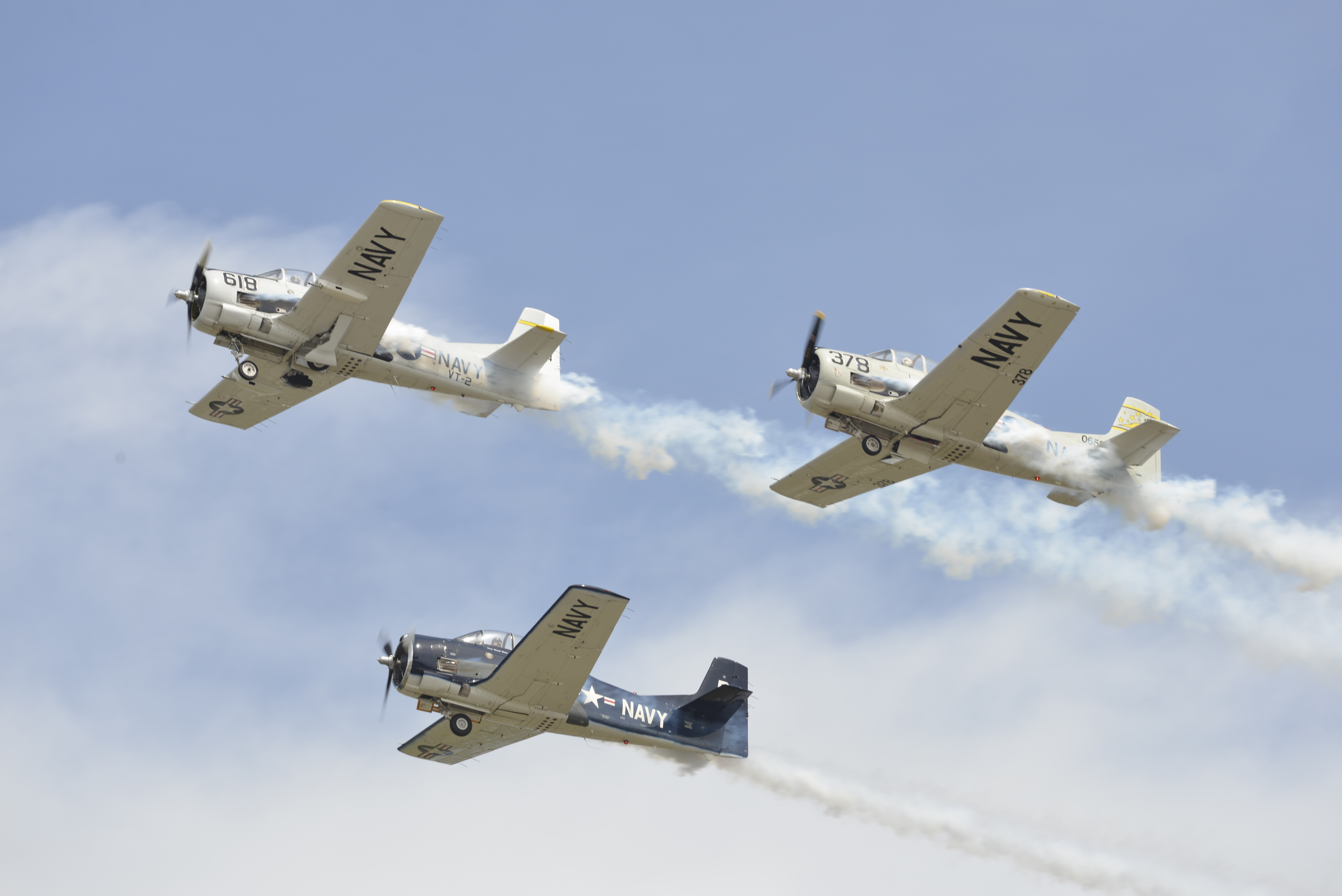
Демонстраційний політ навчальних літаків T-28 «Троян» Берегової охорони США. 11 квітня 2015